# Бориси (Мядельський район)
Бориси (біл. вёска Барісы) — село в складі Мядельського району Мінської області, Білорусь. Село підпорядковане Свірській сільській раді, розташоване в північній частині області.